# Route nationale 514 (Italie)
Pour les articles homonymes, voir Route nationale 514 (homonymie).
La route nationale 514 di Chiaramonte (SS 514) est une route nationale italienne constituant la principale liaison rapide sans traversées urbaines entre Raguse, d'où elle commence, et la route nationale 194 pour Catane, s'achevant dans les environs de Vizzini.

## Histoire
Elle fut conçue pour le transport des poids lourds à la fin des années 60, pour une ouverture à la circulation en 1971.

## Description
La Strada Statale 514 de Chiaramonte présente les caractéristiques d'une voie rapide à chaussée unique tout au long de son parcours, sans traversées de centres habités. Les principales intersections avec les routes secondaires s'effectuent par voies d'insertion.
La route part de la route nationale 115 (km 314 900), près de Raguse en s’orientant vers le nord, se greffant parfaitement sur la route nationale 194 (km 40 700) qui représente sa continuation naturelle rapide vers Catane. La route nationale 683 de Licodia Eubea-Libertinia à Caltagirone rejoint également l'itinéraire de la route nationale 514. Le long de son parcours, la route traverse les municipalités de Raguse, Chiaramonte Gulfi et Licodia Eubea et Vizzini.

### Parcours
| di Chiaramonte |                                                        |      |          |
| Type           | Indication                                             | ↓km↓ | Province |
|                | Sud Occidentale Sicula (direction Syracuse)            | 0,0  | RG       |
|                | Sud Occidentale Sicula (direction Trapani) pour Raguse | 0,0  | RG       |
|                | pour Tre Casuzze                                       | 3,0  | RG       |
|                | pour Chiaramonte Gulfi, Comiso Aéroport de Comiso      | 11,7 | RG       |
|                | Gerardo pour Villaggio Gulfi                           | 13,8 | RG       |
|                | pour Roccazzo pour Licodia Eubea                       | 18,7 | RG / CT  |
|                | pour Licodia Eubea, Mazzarrone                         | 26,7 | CT       |
|                | di Licodia Eubea-Libertinia                            | 31,4 | CT       |
|                | Vizzini Scalo Siracusana pour Licodia Eubea            | 35,5 | CT       |
|                | pour Vizzini                                           | 37,9 | CT       |
|                | Ragusana                                               | 40,4 | CT       |

## Travaux et projets
Le doublement de la route est prévu en adaptant la route principale de banlieue à 2×2 voies par sens de circulation avec des chaussées séparées.